# ماهارو کوندو
ماهارو کوندو (انگلیسی: Maharu Kondo؛ زادهٔ ۲۴ ژانویهٔ ۱۹۹۶) بازیکن هندبال اهل ژاپن است.